# Előtted, Jézusom, leborulok
Az Előtted, Jézusom, leborulok Jézusról szóló egyházi ének, mely a Bozóki-énekeskönyvből származik.

## Kotta és dallam
| Előtted, Jézusom, leborulok, Féktelen bűnös én, hozzád bújok. Ó kérlek, hogy nekem malasztot adj, Hisz te a bűnöshöz irgalmas vagy. | Szép piros véreddel öntözgettél, Amikor elestem, fölemeltél. Légy azért irgalmas és meghallgass, Mennyei erőddel ó támogass!         | Tehozzád, Jézusom, felkiáltok, Földről az ég felé felsóhajtok, Szívemnek kapuját zárd be, kérlek, Hogy helyet ne adjon a véteknek. |
| Vádolom magamat, mert vétettem, Fölséges színedet megsértettem. Hozzád, ó Jézusom, fohászkodom, Hogy többé nem vétek, megfogadom.   | Esengő szavamat meghallgassad, Ó szelíd Jézusom, s ez egyet add: Hogy végső órámban kiálthassam, Szent neved, Jézusom, kimondhassam. | |

## Felvételek
- Sajónémeti templom. YouTube (2015. május 23.)  (Hozzáférés: 2017. február 6.) (videó)
- Előtted Jézusom - Jézus ének - H143. www.szolgalohittan.hu (Hozzáférés: 2017. február 6.) (audió)[halott link]
- SzVU 143. YouTube (2011. január 2.)  (Hozzáférés: 2017. február 6.) (audió) orgona